# Izomorfa
Izomorfa – w językoznawstwie wytyczona na mapie linia oddzielająca od siebie tereny, na których różne morfemy (końcówki, sufiksy lub prefiksy) są używane w tej samej funkcji.
Przykładowo, izomorfa będzie oddzielać na mapie tereny, na których czasownik iść w trybie rozkazującym liczby mnogiej przyjmuje końcówki odpowiednio: -my i -wa (chodźmy, chodźwa).